# Liga Nacional de Básquet
La Liga Nacional de Básquet (abreviada LNB) es la máxima división nacional de básquetbol profesional de Argentina.
Fue creada en 1984 por iniciativa de los entrenadores José María Cavallero, León Najnudel y Horacio Seguí, y el periodista Osvaldo Ricardo Orcasitas, entre otros.
Reemplaza al Campeonato Argentino de Clubes y la organiza y administra la Asociación de Clubes.

## Historia
Antes de la creación de la liga se disputaba el Campeonato Argentino de Clubes, en el cual participaban representantes de todas las provincias. Tenía un formato zonal y luego play-offs.
Para el Campeonato Argentino de 1984, donde había sesenta y cuatro clasificados, se decidió que, teniendo en cuenta los últimos diez campeonatos antes de la fecha, retirar diez equipos. Estos estarían preclasificados para la Primera Nacional "A". Fueron cuatro plazas para la federación de Capital Federal y dos para las provincias de Buenos Aires, Córdoba, y Santa Fe.
En ese mismo campeonato, el cual luego de restarle diez equipos quedó en 54 participantes, se definían los seis restantes participantes de la "A" y los 48 restantes formarían la "B".
A la vez, con los diez preclasificados se jugó el Torneo de transición, un torneo que otorgó 6 plazas para la Primera Nacional "A". Las primeras seis conseguían la plaza en la "A" mientras que las restantes debían revalidar su clasificación a la "B".

### Primeras temporadas

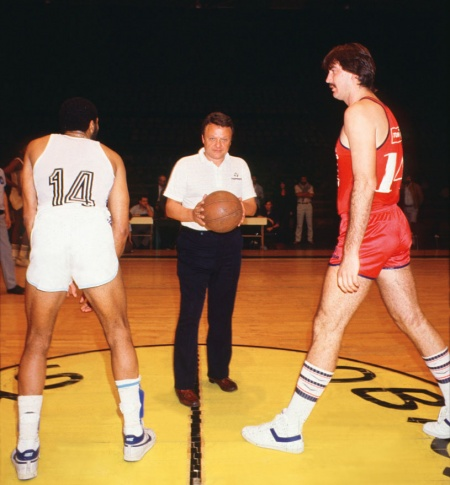
León Najnudel con el balón: uno de los grandes impulsores de la creación de la Liga Nacional de Básquet.

La primera temporada se disputó con calendario normal, comenzando y finalizando en el mismo año el campeonato. Del mismo participaron dieciséis instituciones, de las cuales, tan solo quince finalizaron el certamen, ya que Independiente de Tucumán se retiró de la competencia por problemas económicos.
La jornada inaugural se jugó el viernes 26 de abril de 1985.Por cuestiones de horario, el primer partido oficial fue el que disputaron Pacífico y Atenas de Córdoba a las 21:40 horas en Bahía Blanca.Veinte minutos más tarde, comenzó en el Estadio Obras Sanitarias de la ciudad Buenos Aires, el encuentro entre San Lorenzo de Almagro y Argentino de Firmat; y a las 22:40 se midieron en Córdoba los equipos de Instituto Atlético Central Córdoba y Sport Club.
Ferro Carril Oeste se quedó con el primer título liguero al imponerse a Atenas de Córdoba en la única final a tres juegos de la historia.La serie se inició en Córdoba, donde el griego ganó por un punto (73 a 72). Siete días más tarde, en Buenos Aires, Ferro ganó el segundo encuentro forzando un tercer y definitorio partido a disputarse nuevamente en Caballito, donde el 22 de diciembre volvió a quedarse con la victoria para consagrarse como el primer campeón de la historia de la LNB.
En 1986 Ferro y Olimpo definieron el campeonato. Esta fue la primera final al mejor de cinco partidos, donde el equipo defensor retendría el título tras ganar 3 a 1 en la serie.
Ferro y Atenas se verían las caras nuevamente en 1987, siendo esta la primera final ganada por el equipo cordobés, coincidiendo con la primera victoria conseguida ante su clásico rival en condición de visitante.
Un año más tarde, Atenas retuvo el título ante River Plate, y en 1989 volvería a ser campeón Ferro, nuevamente ante Atenas. Ese fue el único título que León Najnudel ganó en su prestigiosa carrera como entrenador, un premio merecido para quien más había trabajado en beneficio del básquet argentino.
En 1990 Atenas barrió a Sport Club en la final (3-0). No fue un hecho menor, los cordobeses fueron los primeros en obtener el título sin contar con la ventaja de cancha.Esa fue la última temporada disputada en año calendario.

### Temporadas de primavera a otoño
En 1990 se disputa la última temporada "anual", ya que el campeonato siguiente se instauran las temporadas de dos años, las cuales comienzan en primavera de un año y finalizan en el otoño del siguiente. También se empiezan a aplicar las finales al mejor de siete. En la temporada 1990-91, bajo la dirección técnica de Daniel Rodríguez, GEPU de San Luis obtuvo el título de la Liga, luego de haber logrado el ascenso en el año anterior. La final la disputó ante Estudiantes de Bahía Blanca en una serie al mejor de 7 partidos, dónde el conjunto puntano ganó por 4-2 siendo el único equipo en ganar en un sexto partido como visitante.
La temporada 91-92 vio nuevamente al Lobo en una final, en este caso ante El Griego. Atenas se impuso por 4 a 1 en la serie.
En la temporada 1992-93 GEPU se dio revancha de la final del campeonato anterior al enfrentarse nuevamente con Atenas de Córdoba y venciéndolo en la serie final por 4-2, triunfando nuevamente como visitante en el sexto partido de la serie, consiguiendo así el segundo título de la historia para los puntanos.  
En la temporada 95/96 se dio la primera final más larga. Se jugaron los siete juegos, comenzando el primero de junio y finalizando el 15 del mismo mes. Olimpia se impuso al griego en todos sus juegos como local. Atenas empató la serie en los partidos jugados en Córdoba, por ello se disputó el último y definitivo juego en Venado Tuerto, allí, los locales se impusieron por 5 puntos (105 a 100) y lograron su primer título. Atenas, tendría revancha dos temporadas más tarde.
En el nuevo milenio surgió Estudiantes de Olavarría. Comandado por Sergio Santos Hernández consiguió dos temporadas consecutivas y una final, donde Atenas lo destronó. Dos años más tarde, Boca Juniors logró su segundo lauro (antes en 1997) al vencer a Gimnasia de La Plata bajo la conducción de Sergio Hernández. La siguiente temporada fue de Ben Hur de Rafaela, y la otra de Gimnasia de Comodoro Rivadavia.
En la temporada 2009/10 y durante tres temporadas consecutivas, Peñarol se adueñó de la liga marcando una dinastía, y a la temporada 2012/13 fue Regatas Corrientes quien logró el lauro, que la siguiente temporada caería en la final ante el conjunto marplatense que llegaría a los 5 campeonatos de Liga, luego Quimsa lograría su primer título de Liga, y finalmente San Lorenzo empezaría a imponerse logrando un pentacampeonato.

### Los cambios entre el 2013 y 2015
A pocas semanas de haber terminado la Liga Nacional de Básquet 2012-13, coronándose campeón Regatas de Corrientes, los dirigentes de la Liga Nacional de Básquet decidieron hacer un cambio en el formato de la liga. Por las siguientes dos temporadas no habría descensos, pero sí ascensos desde el Torneo Nacional de Ascenso, aumentando de esta manera la cantidad de equipos en primera división. Este cambio se debió a que había muchos problemas económicos en muchos clubes, y al no tener que armar un equipo para no descender, serían dos años sin muchos gastos. A su vez, se modificaron las plantillas: las mismas quedarían conformadas por ocho mayores (un mínimo de siete), dos extranjeros y dos Sub-23.
El aumento de equipos hizo que para la temporada 2014/15 el formato de competencia sea modificado. El principal cambio del formato de disputa es el hecho de haber un equipo más por zona, pasando de los ocho de la temporada anterior a nueve. El cambio de formato estuvo a cargo de la Universidad de Buenos Aires, que mediante un acuerdo con la Asociación de Clubes, desarrollaron un sistema matemático para la confección del fixture. Esta técnica también se emplea en otros deportes profesionales.

### Liga de desarrollo
En diciembre de 2014 se formalizó una noticia que se había dado a conocer a comienzo de la temporada 2014/15, se creó la "Liga de Desarrollo". El certamen es similar a la Liga Nacional, se disputa con el mismo calendario de la segunda fase y sirve para que los jugadores jóvenes tengan más partidos.

La idea de la Liga de Desarrollo es incentivar el progreso de los jóvenes talentos. Especialmente de aquellos chicos que no tienen tanto tiempo en nuestra Liga Nacional. Pasa por hacer un aporte a la competición y también a la Selección Argentina.
Fabián Borro, presidente de la Asociación de Clubes.

### Nuevo cambio en el formato, creación del Súper 20
En 2017 y ante el nuevo formato de calendario internacional impuesto por FIBA que consta con 3 ventanas por año para que los seleccionados nacionales disputen partidos, la AdC decidió modificar el formato de la liga. Se dividió la temporada en dos, primero se disputa un nuevo torneo, el Torneo Súper 20, y después se disputa La Liga. El nuevo torneo se disputa desde el inicio de la temporada y hasta la primera ventana de FIBA —en noviembre—, mientras que La Liga se disputa tras la primera ventana, se detiene durante la segunda ventana —de febrero—, y se disputa hasta antes de la tercera ventana —de junio—.
Así, la cantidad de partidos en La Liga se reduce a 380 en fase regular (38 por equipo), mientras que teniendo en cuenta toda la temporada, cada equipo disputa 48 partidos como mínimo, bajando así de los 56 que se disputó desde que la liga se expandió a 20 equipos. Como máximo, cada equipo puede llegar a disputar 60 en la liga (antes eran 78) y 79 en total contando el Súper 20.

## Formato de competencia y reglamentaciones

### Reglamentaciones
- Cada partido dura cuarenta minutos divididos en cuatro cuartos de diez minutos cada uno.
- Cada equipo puede solicitar 2 tiempos muertos en la primera mitad del partido y 3 en la segunda mitad del partido.
- Entre el primer y segundo cuarto y entre el tercer y cuarto hay dos (2) minutos de descanso, entre el segundo cuarto y el tercer cuarto hay quince (15) minutos de descanso.
- En caso de igualdad al finalizar los cuatro cuartos se dispone de cuantos tiempos extras sean necesarios para desempatar la serie.

### Formato de competencia
La competencia se inicia a finales de noviembre y finaliza a finales de junio del año siguiente, respondiendo a un calendario de hemisferio norte. La temporada está dividida principalmente en dos etapas, la fase regular, y los play-offs.
Fase regular
La etapa regular está compuesta por una liga donde todos los equipos se enfrentan unos a otros dos veces, una vez en un estadio y otra en el otro estadio, en un formato de ida y vuelta. Al finalizar los enfrentamientos, cada equipo se ordena en una tabla de posiciones y los ubicados del primero al decimosexto avanzan a play-offs, los equipos ubicados decimoséptimo y decimoctavo dejan de participar, y los equipos ubicados decimonoveno y vigésimo (penúltimo y último) disputan la serie por la permanencia.
Puntuación: se otorgan dos puntos en caso de victoria y uno en caso de derrota. Si por algún motivo imprevisto algún equipo no se presenta a jugar sin previo aviso, se le da por perdido el partido y no se le otorga punto alguno.
Criterios de desempate: En el caso de empates en puntos en cualquier fase (primera o segunda), el reglamento estipula:
1. Si dos equipos empatan en puntos, se tendrán en cuenta los partidos entre los involucrados obteniendo la mejor clasificación el que posea la mayor diferencia de puntos (puntos a favor menos puntos en contra) en los partidos, de persistir, se determinará por el cociente entre los puntos a favor sobre los puntos en contra.
2. De persistir aún el empate, se realizará un cociente entre los puntos a favor sobre los puntos en contra considerando toda la fase en cuestión disputada.
3. Si aún persiste, se tendrá en cuenta también la primera fase (si el empate es en la segunda) y si no, sorteo.

Play-offs
La etapa de play-offs está subdividida en cuatro etapas, los octavos de final, los cuartos de final, las semifinales y la final.
- Los octavos de final están integrados por los equipos ubicados entre la primera y la decimosexta posición. Los ganadores avanzan de etapa mientras que los perdedores dejan de participar. Son disputadas al mejor de cinco partidos. Se disputan con formato 2-2-1, siendo local en el primer y segundo partido el equipo mejor ubicado, además de ser local en el virtual último partido.
- Los cuartos de final están integrados por los ganadores de la fase anterior. Los ganadores avanzan de etapa mientras que los perdedores dejan de participar. Son disputadas al mejor de cinco partidos. Se disputan con formato 2-2-1 como la fase anterior.
- Las semifinales están integradas por los ganadores de la fase anterior. Los ganadores avanzan de etapa mientras que los perdedores dejan de participar. Son disputadas al mejor de cinco partidos. Se disputan con formato 2-2-1 como la fase anterior.
- Las finales son disputadas por los dos ganadores de la fase previa. Son disputadas al mejor de siete partidos, disputados en serie 2-2-1-1-1 donde tiene ventaja de localía el ganador de la llave de donde proviene el mejor ubicado da la fase regular.

### Clasificación a competencias internacionales
La Liga Nacional de Básquet dispone de cinco plazas para competencias internacionales, dos plazas para la Liga de las Américas y tres para la Liga Sudamericana de Clubes. En la Liga se disputan las plazas a la Liga de las Américas y una plaza a la Liga Sudamericana, mientras que las otras dos plazas a la LSC se disputan en el Súper 20. Las plazas se distribuyen de la siguiente manera:
- Liga de las Américas: campeón y subcampeón.
- Liga Sudamericana de Clubes: tercero de La Liga.

## Equipos participantes

### Temporada 2025-26
| Equipo                                      | Ciudad              | Temp | Estadio                              | Capacidad |
| ------------------------------------------- | ------------------- | ---- | ------------------------------------ | --------- |
| Asociación Atlética Quimsa                  | Santiago del Estero | 20   | Ciudad de Santiago del Estero        | 5200      |
| Asociación Deportiva Atenas                 | Córdoba             | 41   | Estadio de Atenas                    | 3500      |
| Club Atlético Argentino                     | Junín               | 18   | El Fortín de las Morochas            | 1500      |
| Club Atlético Boca Juniors                  | Buenos Aires        | 37   | Microestadio Luis Conde              | 2000      |
| Club Atlético Obras Sanitarias de la Nación | Buenos Aires        | 29   | Obras Sanitarias                     | 2500      |
| Club Atlético Peñarol                       | Mar del Plata       | 39   | Polideportivo Islas Malvinas         | 8000      |
| Club Atlético Platense                      | Florida             | 7    | Microestadio Ciudad de Vicente López | 800       |
| Club Atlético San Lorenzo de Almagro        | Buenos Aires        | 12   | Polideportivo Roberto Pando          | 2200      |
| Club Atlético Unión                         | Santa Fe            | 8    | Ángel P. Malvicino                   | 4500      |
| Club Ciclista Olímpico                      | La Banda            | 21   | Vicente Rosales                      | 3400      |
| Club Ferro Carril Oeste                     | Buenos Aires        | 31   | Héctor Etchart                       | 3500      |
| Club Gimnasia y Esgrima                     | Comodoro Rivadavia  | 37   | Socios Fundadores                    | 2276      |
| Club de Regatas Corrientes                  | Corrientes          | 22   | José Jorge Contte                    | 3400      |
| Club San Martín de Corrientes               | Corrientes          | 13   | Raúl Argentino Ortiz                 | 2500      |
| Independiente Deportivo Social Club         | Oliva               | 4    | El Gigante                           | 800       |
| Instituto Atlético Central Córdoba          | Córdoba             | 13   | Ángel Sandrín                        | 2000      |
| La Unión de Formosa                         | Formosa             | 18   | Cincuentenario                       | 4500      |
| Oberá Tenis Club                            | Oberá               | 6    | Dr. Luis Augusto Derna               | 2000      |
| Racing Club (CH)                            | Chivilcoy           | 1    | Grilon Arena                         | 1200      |

1. ↑  Estadio principal

### Historial de participantes
Un total de 72 equipos han competido en la LNB desde su creación. La siguiente lista incluye a todos los clubes que han participado desde su creación en 1985 hasta la actualidad, ordenados por la cantidad de temporadas disputadas en la máxima categoría del básquet argentino. 
| Última temporada         |
| Liga Nacional de Básquet |
| La Liga Argentina        |
| La Liga Federal          |
| Ligas Provinciales       |

Nota: En negrita equipos campeones del torneo en alguna ocasión.
| P. | Equipo                      | Ciudad sede                | Temp. | 2025-26         | Obs.   |
| -- | --------------------------- | -------------------------- | ----- | --------------- | ------ |
| 1  | Atenas                      | Córdoba                    | 41    | LNB             |        |
| 2  | Peñarol                     | Mar del Plata              | 39    | LNB             |        |
| 3  | Boca Juniors                | Buenos Aires               | 37    | LNB             | [ 12 ] |
| 4  | Gimnasia (CR)               | Comodoro Rivadavia         | 37    | LNB             |        |
| 5  | Ferro Carril Oeste          | Buenos Aires               | 31    | LNB             | [ 13 ] |
| 6  | Obras Sanitarias            | Buenos Aires               | 29    | LNB             | [ 14 ] |
| 7  | Estudiantes (BB)            | Bahía Blanca               | 26    | Liga Provincial |        |
| 8  | Quilmes                     | Mar del Plata              | 25    | LAB             |        |
| 9  | Libertad                    | Sunchales                  | 22    | LFB             |        |
| 10 | Regatas (C)                 | Corrientes                 | 22    | LNB             |        |
| 11 | Ciclista Olímpico           | La Banda                   | 21    | LNB             |        |
| 12 | Quimsa                      | Santiago del Estero        | 20    | LNB             |        |
| 13 | Argentino (J)               | Junín                      | 18    | LNB             |        |
| 14 | La Unión (F)                | Formosa                    | 18    | LNB             |        |
| 15 | Instituto (C)               | Córdoba                    | 13    | LNB             |        |
| 16 | San Martín (C)              | Corrientes                 | 13    | LNB             |        |
| 17 | Regatas (SN)                | San Nicolás de los Arroyos | 12    | Liga Provincial |        |
| 18 | San Lorenzo                 | Buenos Aires               | 12    | LNB             | [ 15 ] |
| 19 | Belgrano (SN)               | San Nicolás de los Arroyos | 11    | LFB             |        |
| 20 | Cañadense                   | Cañada de Gómez            | 11    | LFB             |        |
| 21 | Estudiantes (C)             | Concordia                  | 10    | Liga Provincial |        |
| 22 | Estudiantes (O)             | Olavarría                  | 10    | Liga Provincial |        |
| 23 | Pico FC                     | General Pico               | 10    | LAB             |        |
| 24 | Juventud Sionista           | Paraná                     | 10    | Liga Provincial |        |
| 25 | Andino                      | La Rioja                   | 9     | Liga Provincial |        |
| 26 | Echagüe                     | Paraná                     | 9     | Liga Provincial |        |
| 27 | Independiente (GP)          | General Pico               | 9     | LFB             |        |
| 28 | Olimpia (VT)                | Venado Tuerto              | 9     | LFB             |        |
| 29 | River Plate                 | Buenos Aires               | 9     | LFB             |        |
| 30 | Bahía Basket                | Bahía Blanca               | 8     | Liga Provincial |        |
| 31 | Lanús                       | Lanús                      | 8     | LAB             | [ 16 ] |
| 32 | Olimpo (BB)                 | Bahía Blanca               | 8     | Liga Provincial |        |
| 33 | Unión (SF)                  | Santa Fe                   | 8     | LNB             | [ 17 ] |
| 34 | Comunicaciones              | Mercedes                   | 7     | LAB             |        |
| 35 | Ben Hur                     | Rafaela                    | 7     | Liga Provincial | [ 18 ] |
| 36 | Gimnasia y Esgrima (P)      | Pergamino                  | 7     | Liga Provincial |        |
| 37 | Independiente (N)           | Neuquén                    | 7     | LFB             |        |
| 38 | San Andrés                  | San Andrés                 | 7     | LFB             |        |
| 39 | Platense                    | Florida                    | 7     | LNB             |        |
| 40 | Central Entrerriano         | Gualeguaychú               | 6     | LFB             |        |
| 41 | General Roca                | General Roca               | 6     | LFB             |        |
| 42 | Gimnasia (LP)               | La Plata                   | 6     | LAB             |        |
| 43 | Hispano Americano           | Río Gallegos               | 6     | LAB             |        |
| 44 | Oberá TC                    | Oberá                      | 6     | LNB             |        |
| 45 | GEPU                        | San Luis                   | 5     | LFB             |        |
| 46 | Pacífico                    | Bahía Blanca               | 5     | Liga Provincial |        |
| 47 | Santa Paula (G)             | Gálvez                     | 4     | LFB             |        |
| 48 | Riachuelo                   | La Rioja                   | 4     | Liga Provincial |        |
| 49 | Independiente (O)           | Oliva                      | 4     | LNB             |        |
| 50 | 9 de Julio (RT)             | Río Tercero                | 3     | Liga Provincial |        |
| 51 | Argentino (F)               | Firmat                     | 3     | Liga Provincial |        |
| 52 | Asociación Española (C)     | Córdoba                    | 3     |                 | [ 19 ] |
| 53 | Ciclista Juninense          | Junín                      | 3     | LAB             |        |
| 54 | Deportivo Madryn            | Puerto Madryn              | 3     | Liga Provincial |        |
| 55 | El Nacional (Monte Hermoso) | Bahía Blanca               | 3     | Liga Provincial |        |
| 56 | Almagro (E)                 | Esperanza                  | 2     | LFB             |        |
| 57 | Firmat FC                   | Firmat                     | 2     | Liga Provincial |        |
| 58 | Provincial (R)              | Rosario                    | 2     | LAB             |        |
| 59 | Racing Club                 | Avellaneda                 | 2     | LAB             |        |
| 60 | Unión Progresista (VA)      | Villa Ángela               | 2     | Liga Provincial |        |
| 61 | Valle Inferior (V)          | Viedma                     | 2     | Liga Provincial |        |
| 62 | Zárate Basket               | Zárate                     | 2     | Liga Provincial |        |
| 63 | Banco Córdoba               | Córdoba                    | 1     | Liga Provincial |        |
| 64 | Belgrano (T)                | San Miguel del Tucumán     | 1     | Liga Provincial |        |
| 65 | Caja Popular (T)            | San Miguel del Tucumán     | 1     | Liga Provincial |        |
| 66 | Independiente (T)           | San Miguel del Tucumán     | 1     | Liga Provincial |        |
| 67 | Luz y Fuerza (P)            | Posadas                    | 1     | Liga Provincial |        |
| 68 | Club Morón                  | Castelar                   | 1     | Liga Provincial |        |
| 69 | Salta Basket                | Salta                      | 1     | LAB             |        |
| 70 | San Martín (MJ)             | Marcos Juárez              | 1     | Liga Provincial |        |
| 71 | Unión (S)                   | Sunchales                  | 1     | Liga Provincial |        |
| 72 | Racing (CH)                 | Chivilcoy                  | 1     | LNB             |        |

## Historial de campeones
Desde la creación de la liga, un total de quince equipos han resultado vencedores. Atenas en nueve ocasiones, Peñarol, San Lorenzo y Boca Juniors en cinco, Ferro Carril Oeste en tres, GEPU, Estudiantes (O) y Quimsa en dos e Independiente (GP), Olimpia (VT), Ben Hur, Gimnasia (CR), Libertad (S), Regatas (C) e Instituto (C) en una, siendo los únicos campeones a lo largo de la historia de la primera división del baloncesto argentino.
La mejor racha de títulos fue de San Lorenzo, quien logró proclamarse campeón en cinco temporadas consecutivas entre 2015-16 y 2020-21.
| Temporada          | Campeón                                                         | Serie                                                           | Subcampeón                                                      | Entrenador campeón                                              | MVP liga                                                        | MVP finales                                                     |
| ------------------ | --------------------------------------------------------------- | --------------------------------------------------------------- | --------------------------------------------------------------- | --------------------------------------------------------------- | --------------------------------------------------------------- | --------------------------------------------------------------- |
| 1985 Detalles      | Ferro Carril Oeste (Buenos Aires)                               | 2 - 1                                                           | Atenas (Córdoba)                                                | Luis Martínez                                                   | No se designó                                                   | Sebastián Uranga (Ferro Carril Oeste)                           |
| 1986 Detalles      | Ferro Carril Oeste (Buenos Aires)                               | 3 - 1                                                           | Olimpo (Bahía Blanca)                                           | Luis Martínez                                                   | No se designó                                                   | Mike Schlegel (Ferro Carril Oeste)                              |
| 1987 Detalles      | Atenas (Córdoba)                                                | 3 - 1                                                           | Ferro Carril Oeste (Buenos Aires)                               | Walter Garrone                                                  | Germán Filloy (Atenas)                                          | Héctor Campana (Atenas)                                         |
| 1988 Detalles      | Atenas (Córdoba)                                                | 3 - 0                                                           | River Plate (Buenos Aires)                                      | Walter Garrone                                                  | No se designó                                                   | Carlos Cerutti (Atenas)                                         |
| 1989 Detalles      | Ferro Carril Oeste (Buenos Aires)                               | 3 - 2                                                           | Atenas (Córdoba)                                                | León Najnudel                                                   | Héctor Campana (River Plate)                                    | James Thomas (Ferro)                                            |
| 1990 Detalles      | Atenas (Córdoba)                                                | 3 - 0                                                           | Sport Club Cañadense (Cañada de Gómez)                          | Walter Garrone                                                  | Héctor Campana (River Plate)                                    | Marcelo Milanesio (Atenas)                                      |
| 1990-1991 Detalles | G.E.P.U. (San Luis)                                             | 4 - 2                                                           | Estudiantes (Bahía Blanca)                                      | Daniel Rodríguez                                                | Héctor Campana (G.E.P.U.)                                       | Héctor Campana (G.E.P.U.)                                       |
| 1991-1992 Detalles | Atenas (Córdoba)                                                | 4 - 1                                                           | G.E.P.U. (San Luis)                                             | Rubén Magnano                                                   | Marcelo Milanesio (Atenas)                                      | Héctor Campana (Atenas)                                         |
| 1992-1993 Detalles | G.E.P.U. (San Luis)                                             | 4 - 2                                                           | Atenas (Córdoba)                                                | Orlando Ferratto                                                | Juan Espil (G.E.P.U.)                                           | Juan Espil (G.E.P.U.)                                           |
| 1993-1994 Detalles | Peñarol (Mar del Plata)                                         | 4 - 1                                                           | Independiente (General Pico)                                    | Néstor García                                                   | Marcelo Milanesio (Atenas)                                      | Esteban De la Fuente (Peñarol)                                  |
| 1994-1995 Detalles | Independiente (General Pico)                                    | 4 - 1                                                           | Olimpia (Venado Tuerto)                                         | Mario Guzmán                                                    | Hernán Montenegro (Gimnasia (CR))                               | Esteban De la Fuente (Independiente)                            |
| 1995-1996 Detalles | Olimpia (Venado Tuerto)                                         | 4 - 3                                                           | Atenas (Córdoba)                                                | Horacio Seguí                                                   | Jorge Racca (Olimpia)                                           | Jorge Racca (Olimpia)                                           |
| 1996-1997 Detalles | Boca Juniors (Buenos Aires)                                     | 4 - 1                                                           | Independiente (General Pico)                                    | Julio Lamas                                                     | Jorge Racca (Olimpia)                                           | Byron Wilson (Boca Juniors)                                     |
| 1997-1998 Detalles | Atenas (Córdoba)                                                | 4 - 0                                                           | Boca Juniors (Buenos Aires)                                     | Rubén Magnano                                                   | Fabricio Oberto (Atenas)                                        | Fabricio Oberto (Atenas)                                        |
| 1998-1999 Detalles | Atenas (Córdoba)                                                | 4 - 3                                                           | Independiente (General Pico)                                    | Rubén Magnano                                                   | Héctor Campana (Atenas)                                         | Diego Osella (Atenas)                                           |
| 1999-2000 Detalles | Estudiantes (Olavarría)                                         | 4 - 3                                                           | Atenas (Córdoba)                                                | Sergio Hernández                                                | Rubén Wolkowyski (Estudiantes)                                  | Rubén Wolkowyski (Estudiantes)                                  |
| 2000-2001 Detalles | Estudiantes (Olavarría)                                         | 4 - 1                                                           | Libertad (Sunchales)                                            | Sergio Hernández                                                | Walter Herrmann (Atenas)                                        | Byron Wilson (Estudiantes)                                      |
| 2001-2002 Detalles | Atenas (Córdoba)                                                | 4 - 1                                                           | Estudiantes (Olavarría)                                         | Horacio Seguí                                                   | Daniel Farabello (Quilmes)                                      | Walter Herrmann (Atenas)                                        |
| 2002-2003 Detalles | Atenas (Córdoba)                                                | 4 - 2                                                           | Boca Juniors (Buenos Aires)                                     | Óscar Sánchez                                                   | Bruno Lábaque (Atenas)                                          | Diego Lo Grippo (Atenas)                                        |
| 2003-2004 Detalles | Boca Juniors (Buenos Aires)                                     | 4 - 2                                                           | Gimnasia y Esgrima (La Plata)                                   | Sergio Hernández                                                | Roberto López (GELP)                                            | Byron Wilson (Boca Juniors)                                     |
| 2004-2005 Detalles | Ben Hur (Rafaela)                                               | 4 - 1                                                           | Boca Juniors (Buenos Aires)                                     | Julio Lamas                                                     | Leonardo Gutiérrez (Ben Hur)                                    | Leonardo Gutiérrez (Ben Hur)                                    |
| 2005-2006 Detalles | Gimnasia y Esgrima (Comodoro Rivadavia)                         | 4 - 2                                                           | Libertad (Sunchales)                                            | Fernando Duró                                                   | Leonardo Gutiérrez (Ben Hur)                                    | Gabriel Cocha (Gimnasia y Esgrima)                              |
| 2006-2007 Detalles | Boca Juniors (Buenos Aires)                                     | 4 - 2                                                           | Peñarol (Mar del Plata)                                         | Gabriel Piccato                                                 | Gabriel Mikulas (Peñarol)                                       | Leonardo Gutiérrez (Boca Juniors)                               |
| 2007-2008 Detalles | Libertad (Sunchales)                                            | 4 - 0                                                           | Quimsa (Santiago del Estero)                                    | Julio Lamas                                                     | Leonardo Gutiérrez (Boca Juniors)                               | Laron Profit (Libertad)                                         |
| 2008-2009 Detalles | Atenas (Córdoba)                                                | 4 - 2                                                           | Peñarol (Mar del Plata)                                         | Rubén Magnano                                                   | David Jackson (Peñarol)                                         | Andre Laws (Atenas)                                             |
| 2009-2010 Detalles | Peñarol (Mar del Plata)                                         | 4 - 1                                                           | Atenas (Córdoba)                                                | Sergio Hernández                                                | Leonardo Gutiérrez (Peñarol)                                    | Leonardo Gutiérrez (Peñarol)                                    |
| 2010-2011 Detalles | Peñarol (Mar del Plata)                                         | 4 - 1                                                           | Atenas (Córdoba)                                                | Sergio Hernández                                                | Juan Gutiérrez (Obras)                                          | Leonardo Gutiérrez (Peñarol)                                    |
| 2011-2012 Detalles | Peñarol (Mar del Plata)                                         | 4 - 2                                                           | Obras (Buenos Aires)                                            | Sergio Hernández                                                | Juan Gutiérrez (Obras)                                          | Facundo Campazzo (Peñarol)                                      |
| 2012-2013 Detalles | Regatas Corrientes (Corrientes)                                 | 4 - 0                                                           | Lanús (Buenos Aires)                                            | Nicolás Casalánguida                                            | Paolo Quinteros (Regatas (C))                                   | Paolo Quinteros (Regatas (C))                                   |
| 2013-2014 Detalles | Peñarol (Mar del Plata)                                         | 4 - 2                                                           | Regatas Corrientes (Corrientes)                                 | Fernando Rivero                                                 | Walter Herrmann (Atenas)                                        | Facundo Campazzo (Peñarol)                                      |
| 2014-2015 Detalles | Quimsa (Santiago del Estero)                                    | 4 - 2                                                           | Gimnasia Indalo (Comodoro Rivadavia)                            | Silvio Santander                                                | Nicolás Aguirre (Quimsa)                                        | Robert Battle (Quimsa)                                          |
| 2015-2016 Detalles | San Lorenzo (Buenos Aires)                                      | 4 - 0                                                           | La Unión de Formosa (Formosa)                                   | Julio Lamas                                                     | Justin Williams (Ciclista Olímpico)                             | Walter Herrmann (San Lorenzo (BA))                              |
| 2016-2017 Detalles | San Lorenzo (Buenos Aires)                                      | 4 - 1                                                           | Regatas Corrientes (Corrientes)                                 | Julio Lamas                                                     | Dar Tucker (Estudiantes (C))                                    | Gabriel Deck (San Lorenzo (BA))                                 |
| 2017-2018 Detalles | San Lorenzo (Buenos Aires)                                      | 4 - 2                                                           | San Martín (C) (Corrientes)                                     | Gonzalo García                                                  | Gabriel Deck (San Lorenzo (BA))                                 | Gabriel Deck (San Lorenzo (BA))                                 |
| 2018-2019 Detalles | San Lorenzo (Buenos Aires)                                      | 4 - 3                                                           | Instituto (Córdoba)                                             | Gonzalo García                                                  | Marcos Mata (San Lorenzo (BA))                                  | Dar Tucker (San Lorenzo (BA))                                   |
| 2019-2020 Detalles | Temporada terminada prematuramente por la pandemia de COVID-19. | Temporada terminada prematuramente por la pandemia de COVID-19. | Temporada terminada prematuramente por la pandemia de COVID-19. | Temporada terminada prematuramente por la pandemia de COVID-19. | Temporada terminada prematuramente por la pandemia de COVID-19. | Temporada terminada prematuramente por la pandemia de COVID-19. |
| 2020-2021 Detalles | San Lorenzo (Buenos Aires)                                      | 3 - 2                                                           | Quimsa (Santiago del Estero)                                    | Silvio Santander                                                | Fernando Zurbriggen (Obras Basket)                              | José Vildoza (San Lorenzo)                                      |
| 2021-2022 Detalles | Instituto (Córdoba)                                             | 3 - 2                                                           | Quimsa (Santiago del Estero)                                    | Lucas Victoriano                                                | Eric Anderson (Quimsa)                                          | Martín Cuello (Instituto)                                       |
| 2022-2023 Detalles | Quimsa (Santiago del Estero)                                    | 4 - 1                                                           | Boca Juniors (Buenos Aires)                                     | Leandro Ramella                                                 | Yoanki Mensia (Gimnasia CR)                                     | Eric Anderson (Quimsa)                                          |
| 2023-2024 Detalles | Boca Juniors (Buenos Aires)                                     | 4 - 2                                                           | Instituto (Córdoba)                                             | Carlos Duro y Gonzalo Pérez                                     | Brandon Robinson (Quimsa)                                       | José Vildoza (Boca Juniors)                                     |
| 2024-2025 Detalles | Boca Juniors (Buenos Aires)                                     | 4 - 3                                                           | Instituto (Córdoba)                                             | Gonzalo Pérez                                                   | José Vildoza (Boca Juniors)                                     | José Vildoza (Boca Juniors)                                     |

### Campeonatos por equipos
| Equipo                        | Títulos | Temporadas Campeón                                                     |
| ----------------------------- | ------- | ---------------------------------------------------------------------- |
| Atenas                        | 9       | 1987, 1988, 1990, 1991-92, 1997-98, 1998-99, 2001-02, 2002-03, 2008-09 |
| Peñarol                       | 5       | 1993-94, 2009-10, 2010-11, 2011-12, 2013-14                            |
| San Lorenzo                   | 5       | 2015-16, 2016-17, 2017-18, 2018-19, 2020-21                            |
| Boca Juniors                  | 5       | 1996-97, 2003-04, 2006-07, 2023-24, 2024-25                            |
| Ferro Carril Oeste            | 3       | 1985, 1986, 1989                                                       |
| GEPU                          | 2       | 1990-91, 1992-93                                                       |
| Estudiantes (Olavarría)       | 2       | 1999-00, 2000-01                                                       |
| Quimsa                        | 2       | 2014-15, 2022-23                                                       |
| Independiente (General Pico)  | 1       | 1994-95                                                                |
| Olimpia (Venado Tuerto)       | 1       | 1995-96                                                                |
| Ben Hur                       | 1       | 2004-05                                                                |
| Gimnasia (Comodoro Rivadavia) | 1       | 2005-06                                                                |
| Libertad                      | 1       | 2007-08                                                                |
| Regatas (Corrientes)          | 1       | 2012-13                                                                |
| Instituto                     | 1       | 2021-22                                                                |

### Campeonatos por entrenadores

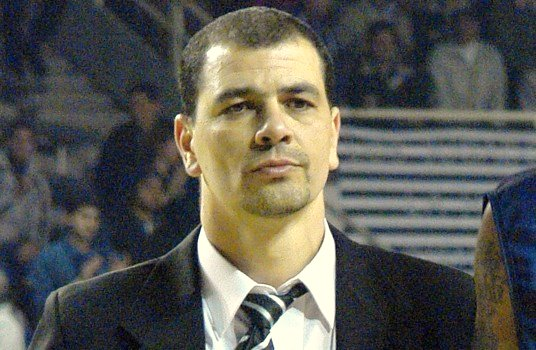
Sergio Hernández es el único entrenador que logró un tricampeonato (con Peñarol), previo a eso había obtenido un bicampeonato, con Estudiantes de Olavarría.

| Entrenador           | Títulos | Años de los campeonatos                              |
| -------------------- | ------- | ---------------------------------------------------- |
| Sergio Hernández     | 6       | 1999-00, 2000-01, 2003-04, 2009-10, 2010-11, 2011-12 |
| Julio Lamas          | 5       | 1996-97, 2004-05, 2007-08, 2015-16, 2016-17          |
| Rubén Magnano        | 4       | 1991-92, 1997-98, 1998-99, 2008-09                   |
| Walter Garrone       | 3       | 1987, 1988, 1990                                     |
| Luis Martínez        | 2       | 1985, 1986                                           |
| Horacio Seguí        | 2       | 1995-96, 2001-02                                     |
| Gonzalo García       | 2       | 2017-18, 2018-19                                     |
| Silvio Santander     | 2       | 2014-15, 2020-21                                     |
| Gonzalo Pérez        | 2       | 2023–24, 2024-25                                     |
| León Najnudel        | 1       | 1989                                                 |
| Daniel Rodríguez     | 1       | 1990–91                                              |
| Orlando Ferrato      | 1       | 1992-93                                              |
| Néstor García        | 1       | 1993–94                                              |
| Mario Guzmán         | 1       | 1994–95                                              |
| Oscar Sánchez        | 1       | 2002-03                                              |
| Fernando Duró        | 1       | 2005-06                                              |
| Gabriel Piccato      | 1       | 2006-07                                              |
| Eduardo Cadillac     | 1       | 2006–07                                              |
| Nicolás Casalánguida | 1       | 2012–13                                              |
| Fernando Rivero      | 1       | 2013–14                                              |
| Lucas Victoriano     | 1       | 2021–22                                              |
| Leandro Ramella      | 1       | 2022–23                                              |
| Carlos Duro          | 1       | 2023-24                                              |

Notas
- Eduardo Cadillac comparte título de Liga Nacional de Básquet 2006-07 con Gabriel Piccato.

- Carlos Duro comparte título de Liga Nacional de Básquet 2023-24 con Gonzalo Pérez.

### Campeonatos por jugadores
En el listado están aquellos jugadores que consiguieron cuatro o más títulos.
| Entrenador         | Títulos | Años de los campeonatos                                                                  |
| ------------------ | ------- | ---------------------------------------------------------------------------------------- |
| Leonardo Gutiérrez | 10      | 1995-96, 1998-99, 2001-02, 2004-05, 2006-07, 2008-09, 2009-10, 2010-11, 2011-12, 2013-14 |
| Marcos Mata        | 8       | 2009-10, 2010-11, 2011-12, 2015-16, 2016-17, 2017-18, 2018-19, 2023-24                   |
| Marcelo Milanesio  | 7       | 1987, 1988, 1990, 1991-92, 1997-98, 1998-99, 2001-02                                     |
| Héctor Campana     | 7       | 1987, 1988, 1990-91, 1991-92, 1997-98, 1998-99, 2002-03                                  |
| Diego Osella       | 6       | 1988, 1990, 1991-92, 1997-98, 1998-99, 2008-09                                           |
| Martín Leiva       | 6       | 2003-04, 2006-07, 2009-10, 2010-11, 2011-12, 2013-14                                     |
| Nicolás Aguirre    | 6       | 2014-15, 2015-16, 2016-17, 2017-18, 2018-19, 2020-21                                     |
| Diego Maggi        | 5       | 1985, 1986, 1989, 1990-91, 1993-94                                                       |
| Gustavo Fernández  | 5       | 1990-91, 1992-93, 1996-97, 1999-00, 2000-01                                              |
| Bruno Lábaque      | 5       | 1997-98, 1998-99, 2001-02, 2002-03, 2008-09                                              |
| José Vildoza       | 5       | 2017-18, 2018-19, 2019-20, 2023-24, 2024-25                                              |
| Germán Filloy      | 4       | 1987, 1988, 1990, 1991-92                                                                |
| Byron Wilson       | 4       | 1996-97, 2000-01, 2002-03, 2003-04                                                       |
| Andrés Pelussi     | 4       | 1997-98, 2001-02, 2002-03, 2007-08                                                       |
| Alejandro Reinick  | 4       | 2002-03, 2009-10, 2010-11, 2011-12                                                       |
| Facundo Campazzo   | 4       | 2009-10, 2010-11, 2011-12, 2013-14                                                       |
| Selem Safar        | 4       | 2010-11, 2011-12, 2016-17. 2017-18                                                       |
| Leandro Cerminato  | 4       | 2015-16, 2016-17. 2017-18, 2020-21                                                       |
| Franco Giorgetti   | 4       | 2010-11, 2011-12, 2013-14, 2024-25                                                       |
| Sebastián Vega     | 4       | 2009-10, 2014-15, 2023-24, 2024-25                                                       |

## Relevo de clubes entre ediciones

### Ascensos y descensos
Nota: la tabla indica los clubes descendidos en la temporada indicada y los clubes que ascendieron para la siguiente temporada, es decir, aquellos que en la temporada indicada ganaron el derecho de participar en la LNB.
El reemplazo se indica con los cambios al finalizar la temporada indicada.
| Temporada           | Descendidos                                                                   | Ascendidos                                                  | Cant |
| ------------------- | ----------------------------------------------------------------------------- | ----------------------------------------------------------- | ---- |
| 1985 a 1986         | San LorenzoMorónIndependiente (Tucumán)                                       | Caja Popular de Ahorros (Tucumán)EchagüeFirmat FBC          | 16   |
| 1986 a 1987         | Caja Popular (Tucumán)InstitutoAlmagro (Esperanza)                            | Estudiantes ConcordiaCiclista OlímpicoGimnasia (La Plata)   | 16   |
| 1987 a 1988         | Unión (Santa Fe)Ciclista OlímpicoFirmat FBC                                   | Provincial (Rosario)PeñarolUnión Progresista (Villa Ángela) | 16   |
| 1988 a 1989         | Unión Progresista (Villa Ángela)San Martín (Marcos Juárez)Gimnasia (La Plata) | Boca JuniorsIndependiente (Neuquén)Ciclista Olímpico        | 16   |
| 1989 a 1990         | Boca JuniorsPacífico (Bahía Blanca)Estudiantes Concordia                      | Gimnasia (Comodoro Rivadavia)G.E.P.U.                       | 16   |
| 1990 a 1990-91      | River PlateCiclista Olímpico                                                  | Santa Paula (Gálvez)Boca Juniors                            | 14   |
| 1990-91 a 1991-92   | EchagüeSanta Paula (Gálvez)                                                   | QuilmesOlimpia (Venado Tuerto)                              | 14   |
| 1991-92 a 1992-93   | River Plate                                                                   | Santa Paula (Gálvez)Regatas (San Nicolás)Banco de Córdoba   | 14   |
| 1992-93 a 1993-94   | Independiente (Neuquén)Banco de Córdoba                                       | Independiente (General Pico)Deportivo Roca                  | 16   |
| 1993-94 a 1994-95   | Echagüe                                                                       | Valle Inferior (Viedma)                                     | 16   |
| 1994-95 a 1995-96   | Santa Paula (Gálvez)                                                          | Luz y Fuerza (Posadas)                                      | 16   |
| 1995-96 a 1996-97   | Valle Inferior (Viedma)                                                       | Obras Sanitarias                                            | 16   |
| 1996-97 a 1997-98   | Racing Club                                                                   | Club Belgrano                                               | 16   |
| 1997-98 a 1998-99   | Quilmes                                                                       | Libertad                                                    | 16   |
| 1998-99 a 1999-2000 | Deportivo Roca                                                                | Quilmes                                                     | 16   |
| 1999-00 a 2000-01   | Olimpia (Venado Tuerto)                                                       | Belgrano (Tucumán)                                          | 16   |
| 2000-01 a 2001-02   | Belgrano (Tucumán)                                                            | Gimnasia (La Plata)                                         | 16   |
| 2001-02 a 2002-03   | Independiente (General Pico)                                                  | Ben Hur                                                     | 16   |
| 2002-03 a 2003-04   | Estudiantes (Bahía Blanca) Andino Sport Club                                  | Central Entrerriano Argentino (Junín)                       | 16   |
| 2003-04 a 2004-05   | Club de Regatas San Nicolás Ferro Carril Oeste                                | River Plate Regatas (Corrientes)                            | 16   |
| 2004-05 a 2005-06   | Obras Sanitarias Gimnasia (La Plata)                                          | La Unión de Formosa Ciclista Juninense                      | 16   |
| 2005-06 a 2006-07   | Argentino (Junín) La Unión de Formosa                                         | Sionista Quimsa                                             | 16   |
| 2006-07 a 2007-08   | Ciclista Juninense Belgrano (San Nicolás)                                     | El Nacional Monte Hermoso Independiente (Neuquén)           | 16   |
| 2007-08 a 2008-09   | Belgrano (San Nicolás) Central Entrerriano                                    | Ciclista Olímpico (LB) Lanús                                | 16   |
| 2008-09 a 2009-10   | El Nacional Monte Hermoso Ben Hur                                             | La Unión de Formosa Unión (Sunchales)                       | 16   |
| 2009-10 a 2010-11   | Quilmes Central Entrerriano                                                   | Argentino (Junín) El Nacional Monte Hermoso                 | 16   |
| 2010-11 a 2011-12   | Monte Hermoso Basket Argentino (Junín)                                        | Quilmes San Martín (Corrientes)                             | 16   |
| 2011-12 a 2012-13   | Quilmes San Martín (Corrientes)                                               | Unión Progresista (Villa Ángela) Argentino (Junín)          | 16   |
| 2012-13 a 2013-14   | 9 de Julio (Río Tercero) Unión Progresista (Villa Ángela)                     | Estudiantes Concordia Quilmes                               | 16   |
| 2013-14 a 2014-15   | No hubo                                                                       | Ciclista Juninense San Martín (Corrientes)                  | 16   |
| 2014-15 a 2015-16   | No hubo                                                                       | Instituto 9 de Julio (Río Tercero)                          | 18   |
| 2015-16 a 2016-17   | Sionista                                                                      | Hispano Americano                                           | 20   |
| 2016-17 a 2017-18   | Echagüe                                                                       | Comunicaciones (Mercedes)                                   | 20   |
| 2017-18 a 2018-19   | Salta Basket                                                                  | Libertad                                                    | 20   |
| 2018-19 a 2019-20   | Quilmes                                                                       | Platense                                                    | 20   |
| 2019-20 a 2020-21   | No hubo                                                                       | No hubo                                                     | 20   |
| 2020-21 a 2021-22   | Bahía Basket                                                                  | Unión (Santa Fe)                                            | 20   |
| 2021-22 a 2022-23   | Hispano Americano                                                             | Independiente (Oliva)                                       | 20   |
| 2022-23 a 2023-24   | Atenas                                                                        | Zárate Basket                                               | 20   |
| 2023-24 a 2024-25   | Comunicaciones (Mercedes)                                                     | Atenas                                                      | 20   |
| 2024-25 a 2025-26   | Zárate Basket                                                                 | Racing Club Chivilcoy                                       | 19   |

### Ventas de plazas
La venta de plaza es una práctica que se ha tornado habitual entre los clubes de Liga, aunque esto conlleve desembolsar una importante cantidad de dinero para el club comprador y, al mismo tiempo, que el club vendedor no tenga garantizada su participación en otra competencia nacional.
| Reemplazo de equipos | Reemplazo de equipos                             | Reemplazo de equipos                            |
| Temporada            | Egresa                                           | Ingresa                                         |
| -------------------- | ------------------------------------------------ | ----------------------------------------------- |
| 1987 a 1988          | Asociación Española (Córdoba) Argentino (Firmat) | Gimnasia (Pergamino) San Martín (Marcos Juárez) |
| 1989 a 1990          | Club Provincial (Rosario)                        | No hubo                                         |
| 1990-91 a 1991-92    | San Andrés                                       | River Plate                                     |
| 1991-92 a 1992-93    | Olimpo (Bahía Blanca)                            | Echagüe                                         |
| 1993-94 a 1994-95    | G.E.P.U. Gimnasia (Pergamino)                    | Andino Sport Club Pico Football Club            |
| 1994-95 a 1995-96    | Sport Club Cañadense                             | Racing Club                                     |
| 1995-96 a 1996-97    | Luz y Fuerza (Posadas)                           | Estudiantes (Olavarría)                         |
| 2003-04 a 2004-05    | Pico Football Club                               | Deportivo Madryn                                |
| 2005-06 a 2006-07    | River Plate Estudiantes (Olavarría)              | Estudiantes (Bahía Blanca) Obras Sanitarias     |
| 2006-07 a 2007-08    | Deportivo Madryn                                 | Belgrano (San Nicolás)                          |
| 2008-09 a 2009-10    | Independiente (Neuquén)                          | Central Entrerriano                             |
| 2009-10 a 2010-11    | Unión (Sunchales)                                | 9 de Julio (Río Tercero)                        |
| 2012-13 a 2013-14    | Estudiantes (Bahía Blanca)                       | Bahía Basket                                    |
| 2014-15 a 2015-16    | Ciclista Juninense                               | Ferro Carril Oeste                              |
| 2015-16 a 2016-17    | Lanús                                            | Echagüe                                         |
| 2016-17 a 2017-18    | Libertad                                         | Salta Basket                                    |
| 2019-20 a 2020-21    | Estudiantes Concordia                            | Oberá Tenis Club                                |
| 2020-21 a 2021-22    | Libertad                                         | Riachuelo (La Rioja)                            |
| 2024-25 a 2025-26    | Riachuelo (La Rioja)                             | No hubo                                         |

Nota: la tabla no refleja que el club ingresante haya adquirido la plaza directamente al club vendedor, puede darse el caso de que el club ingresante le compre a la liga la plaza y que el club vendedor haya abandonado su plaza. Al igual que la primera tabla, ésta indica la baja de clubes al finalizar la temporada, por lo tanto, los reemplazantes comenzaron a participar en la siguiente temporada respecto a la indicada.

## Estadísticas históricas y récords

### Máximos anotadores
| Temporada | Jugador            | Equipo                  | PJ | Pts  | Prom |
| --------- | ------------------ | ----------------------- | -- | ---- | ---- |
| 1985      | Wilfredo Ruiz      | Estudiantes BB          | 34 | 1117 | 32,9 |
| 1986      | Wilfredo Ruiz      | Estudiantes BB          | 32 | 1008 | 31,5 |
| 1987      | Wilfredo Ruiz      | Estudiantes BB          | 30 | 913  | 30,4 |
| 1988      | Luis González      | Echagüe                 | 31 | 896  | 28,9 |
| 1989      | Héctor Campana     | River Plate             | 35 | 1041 | 29,7 |
| 1990      | Héctor Campana     | River Plate             | 26 | 1148 | 44,2 |
| 1990-91   | Héctor Campana     | G.E.P.U.                | 46 | 1448 | 31,5 |
| 1991-92   | Héctor Campana     | Atenas                  | 49 | 1360 | 27,8 |
| 1992-93   | Juan Espil         | G.E.P.U.                | 58 | 1672 | 28,8 |
| 1993-94   | Andrew Moten       | Gimnasia (CR)           | 30 | 896  | 29,9 |
| 1994-95   | Juan Espil         | Atenas                  | 51 | 1470 | 28,8 |
| 1995-96   | Juan Espil         | Atenas                  | 57 | 1782 | 31,3 |
| 1996-97   | Charlie Burke      | Pico Football Club      | 37 | 1088 | 29,4 |
| 1997-98   | Corey Allen        | Pico Football Club      | 49 | 1415 | 28,9 |
| 1998-99   | John Eubanks       | Estudiantes (Olavarría) | 41 | 1060 | 25,9 |
| 1999-00   | John Eubanks       | Estudiantes (Olavarría) | 55 | 1514 | 27,5 |
| 2000-01   | Joseph Bunn        | Peñarol                 | 48 | 1208 | 25,2 |
| 2001-02   | Joseph Bunn        | Atenas                  | 24 | 625  | 26,0 |
| 2002-03   | Joshua Pittman     | Quilmes                 | 24 | 626  | 26,1 |
| 2003-04   | Joseph Bunn        | Peñarol                 | 37 | 1209 | 32,7 |
| 2004-05   | Paolo Quinteros    | Boca Juniors            | 55 | 1232 | 22,4 |
| 2005-06   | Joseph Bunn        | Peñarol                 | 48 | 1371 | 28,6 |
| 2006-07   | Clarence Robinson  | Quilmes                 | 48 | 981  | 20,4 |
| 2007-08   | Leonardo Gutiérrez | Boca Juniors            | 48 | 993  | 20,7 |
| 2008-09   | Ed Nelson          | Estudiantes BB          | 47 | 946  | 20,1 |
| 2009-10   | David Jackson      | La Unión de Formosa     | 49 | 927  | 18,9 |
| 2010-11   | Joseph Bunn        | Argentino de Junín      | 45 | 882  | 19,6 |
| 2011-12   | Joseph Smith       | La Unión de Formosa     | 43 | 745  | 17,3 |
| 2012-13   | Darren Phillip     | Club Unión Progresista  | 45 | 823  | 18,3 |
| 2013-14   | Walter Baxley      | Quilmes                 | 51 | 983  | 19,3 |
| 2014-15   | Walter Baxley      | Quilmes                 | 63 | 1290 | 20,5 |
| 2015-16   | Walter Baxley      | Quilmes                 | 56 | 1328 | 23,7 |
| 2016-17   | Donald Sims        | Regatas Corrientes      | 71 | 1318 | 18,6 |
| 2017-18   | Gabriel Deck       | San Lorenzo             | 50 | 979  | 19,6 |
| 2018-19   | Luciano González   | Instituto               | 56 | 976  | 17,4 |
| 2019-20   | Kelsey Barlow      | Hispano Americano       | 27 | 507  | 18,8 |
| 2020-21   | Kelsey Barlow      | Hispano Americano       | 39 | 688  | 17,6 |
| 2021-22   | Thomas Cooper      | Argentino (J)           | 38 | 762  | 20,1 |
| 2022-23   | Brandon Robinson   | Quimsa                  | 49 | 750  | 15,3 |
| 2023-24   | José Vildoza       | Boca Juniors            | 53 | 854  | 16,1 |
| 2024-25   | José Vildoza       | Boca Juniors            | 51 | 745  | 14,6 |

Fuente:

### Récords de entrenadores

#### Más partidos dirigidos
| Entrenador              | PD   | Temp |
| ----------------------- | ---- | ---- |
| Sergio Santos Hernández | 1041 | 19   |
| Julio Lamas             | 981  | 20   |
| Oscar Sánchez           | 963  | 22   |
| Gonzalo García          | 877  | 18   |
| Fernando Duró           | 819  | 17   |

Fuente:

#### Más partidos ganados
| Entrenador              | PG  |
| ----------------------- | --- |
| Sergio Santos Hernández | 649 |
| Julio Lamas             | 631 |
| Gonzalo Eugenio García  | 510 |
| Oscar Sánchez           | 501 |
| Fernando Duró           | 447 |

Fuente:

### Récords individuales

#### En un partido
| Rubro               | Jugador            | Récord | Equipo              | Rival                | Fecha      |
| ------------------- | ------------------ | ------ | ------------------- | -------------------- | ---------- |
| Puntos              | Andrew Moten       | 63     | Gimnasia (CR)       | GEPU                 | 2/05/1993  |
| Dobles convertidos  | Héctor Campana     | 24     | River Plate         | Sport Club Cañadense | 1/02/1990  |
| Dobles lanzados     | Lázaro Borrell     | 36     | Obras               | Olimpia (VT)         | 14/01/1998 |
| Triples convertidos | Leonardo Gutiérrez | 15     | Peñarol             | Boca Juniors         | 3/12/2010  |
| Triples lanzados    | Leonardo Gutiérrez | 22     | Peñarol             | Boca Juniors         | 3/12/2010  |
| Libres convertidos  | Héctor Campana     | 25     | Olimpia (VT)        | Ferro Carril Oeste   | 28/01/1995 |
| Libres convertidos  | David Jackson      | 25     | La Unión de Formosa | Sionista             | 15/11/2009 |
| Libres lanzados     | Héctor Campana     | 29     | GEPU                | Peñarol              | 2/12/1990  |
| Rebotes             | Rubén Scolari      | 30     | Olimpo (BB)         | Atenas               | 11/05/1989 |
| Rebotes             | Dwayne Jones       | 30     | Sionista            | Lanús                | 5/12/2015  |
| Reb. defensivos     | Rubén Scolari      | 24     | Olimpo (BB)         | Atenas               | 11/05/1989 |
| Reb. ofensivos      | Mark Buford        | 16     | Regatas San Nicolás | Pico FC              | 26/01/1997 |
| Más asistencias     | Facundo Sucatzky   | 19     | Libertad            | Andino SC            | 24/11/2002 |
| Más asistencias     | Juan Brussino      | 19     | Quimsa              | Peñarol              | 5/12/2018  |
| Tapas               | Justin Williams    | 12     | Ciclista Olímpico   | Ferro (BA)           | 20/02/2016 |

Fuente:

#### En una final
| Rubro          | Jugador          | Récord | Equipo                     | Rival            | Fecha      |
| -------------- | ---------------- | ------ | -------------------------- | ---------------- | ---------- |
| Puntos         | Héctor Campana   | 52     | Atenas                     | G.E.P.U.         | 14/05/1992 |
| Dobles         | Héctor Campana   | 15     | G.E.P.U                    | Estudiantes (BB) | 1990/91    |
| Triples        | Juan Espil       | 8      | G.E.P.U                    | Atenas           | 1992/93    |
| Triples        | Jorge Zulberti   | 8      | Independiente (P)          | Olimpia          | 1994/95    |
| Triples        | Patrick Savoy    | 8      | G.E.L.P.                   | Boca Juniors     | 01/06/2004 |
| Libres         | Juan Gutiérrez   | 17     | Obras                      | Peñarol          | 2011/12    |
| Rebotes        | Sam Clancy Jr.   | 18     | Gimnasia (CR)              | Quimsa           | 07/07/2015 |
| Reb. Ofensivos | Martín Leiva     | 9      | Boca Juniors               | Atenas           | 2002/03    |
| Asistencias    | Facundo Sucatzky | 14     | Independiente (Gral. Pico) | Olimpia (VT)     | 1994/95    |

Fuente:

#### En una temporada
| Rubro       | Jugador          | Récord | Partidos | Equipo                     | Temporada |
| ----------- | ---------------- | ------ | -------- | -------------------------- | --------- |
| Puntos      | Juan Espil       | 1782   | 57       | Atenas                     | 1995/96   |
| Dobles      | Derrick Brown    | 517    | 60       | Deportivo Roca             | 1998/99   |
| Triples     | Juan Espil       | 242    | 57       | Atenas                     | 1995/96   |
| Libres      | Byron Wilson     | 442    | 51       | Deportivo Roca             | 1997/98   |
| Rebotes     | Dennis Still     | 766    | 51       | Obras Sanitarias           | 1996/97   |
| Asistencias | Facundo Sucatzky | 393    | 52       | Independiente (Gral. Pico) | 1995/96   |
| Tapas       | Rubén Wolkowyski | 146    | 56       | Quilmes                    | 1994/95   |
| Robos       | Daniel Farabello | 177    | 51       | Andino                     | 1995/96   |

Fuente: Guía 2013/14.

#### En toda la historia
| Rubro              | Jugador               | Récord | Partidos | Temporadas |
| ------------------ | --------------------- | ------ | -------- | ---------- |
| Partidos jugados   | Leonardo Gutiérrez    | 1106   | 1106     | 23         |
| Partidos jugados   | Diego Osella          | 1096   | 1096     | 23         |
| Partidos jugados   | Martín Leiva          | 1054   | 1054     | 24         |
| Partidos jugados   | Gabriel Cocha         | 959    | 959      | 23         |
| Partidos jugados   | Sebastián Ginóbili    | 935    | 935      | 19         |
| Partidos jugados   | Alejandro Diez        | 925    | 925      | 20         |
| Partidos jugados   | Bruno Lábaque         | 920    | 920      | 19         |
| Partidos jugados   | Jonatan Treise        | 919    | 919      | 20         |
| Partidos jugados   | Diego Cavaco          | 916    | 916      | 20         |
| Partidos jugados   | Marcos Saglietti      | 907    | 907      | 21         |
| Puntos totales     | Héctor Campana        | 17 359 | 785      | 19         |
| Puntos totales     | Julio Ariel Rodríguez | 16 252 | 808      | 19         |
| Puntos totales     | Leonardo Gutiérrez    | 14 531 | 1106     | 23         |
| Puntos totales     | Juan Espil            | 12 472 | 589      | 13         |
| Puntos totales     | Diego Osella          | 12 358 | 1096     | 23         |
| Puntos totales     | Esteban Pérez         | 12 169 | 715      | 17         |
| Puntos totales     | Paolo Quinteros       | 12 053 | 756      | 16         |
| Puntos totales     | Byron Wilson          | 11 149 | 570      | 13         |
| Puntos totales     | Marcelo Milanesio     | 10 835 | 848      | 18         |
| Puntos totales     | Sebastián Ginóbili    | 10 791 | 935      | 19         |
| Promedio de puntos | Wilfredo Ruiz         | 28,6   | 132      | 6          |
| Dobles             | Julio Ariel Rodríguez | 5095   | 808      | 19         |
| Triples            | Leonardo Gutiérrez    | 2273   | 1106     | 23         |
| Libres             | Héctor Campana        | 4077   | 785      | 19         |
| Rebotes            | Diego Osella          | 6804   | 1096     | 23         |
| Asistencias        | Facundo Sucatzky 1    | 4080   | 839      | 20         |
| Robos              | Daniel Farabello      | 1479   | 547      | 12         |
| Tapas              | Diego Osella 1        | 989    | 1096     | 23         |

Fuente:
1: Participaron en ediciones donde esos rubros no se contabilizaban.

#### Triples dobles
En las 41 ediciones de la Liga Nacional de Básquet se registraron 15 triples dobles, aunque se debe tener en cuenta que se llevan estadísticas completas recién desde la temporada 1988.
| #  | Fecha      | Jugador                 | Equipo            | Result. | Rival               | Puntos | Rebotes | Asist. | Robos | Tapas | R.     |
| -- | ---------- | ----------------------- | ----------------- | ------- | ------------------- | ------ | ------- | ------ | ----- | ----- | ------ |
| 1  | 29/12/1996 | Lucas Victoriano        | Olimpia (VT)      | 103-102 | Independiente (GP)  | 30     | 10      | 11     |       |       | [ 38 ] |
| 2  | 07/10/1997 | Esteban De la Fuente    | Boca Juniors      | 110-99  | Estudiantes (BB)    | 21     | 10      |        | 10    |       | [ 38 ] |
| 3  | 20/03/1998 | Esteban De la Fuente    | Boca Juniors      | 129-115 | General Roca        | 16     | 12      | 13     |       |       | [ 38 ] |
| 4  | 03/12/2000 | Gustavo Roque Fernández | Andino            | 98-83   | Pico FC             | 14     | 10      | 11     |       |       | [ 38 ] |
| 5  | 16/04/2004 | Andrés Del Sol          | Pico FC           | 103-93  | Obras               | 20     | 11      | 12     |       |       | [ 38 ] |
| 6  | 21/11/2004 | Ricardo Centeno         | Regatas           | 74-68   | Gimnasia (CR)       | 11     | 10      |        |       | 10    | [ 38 ] |
| 7  | 10/03/2006 | Antonio García          | Estudiantes (O)   | 91-99   | La Unión de Formosa | 21     | 19      | 11     |       |       | [ 38 ] |
| 8  | 04/02/2011 | Javier Martínez         | Regatas           | 105-110 | Libertad            | 13     | 14      | 10     |       |       | [ 38 ] |
| 9  | 26/04/2014 | Facundo Campazzo        | Peñarol           | 88-68   | Quilmes             | 11     | 10      | 11     |       |       | [ 39 ] |
| 10 | 20/02/2016 | Justin Williams         | Ciclista Olímpico | 70-80   | Ferro               | 13     | 14      |        |       | 12    | [ 40 ] |
| 11 | 10/03/2018 | Nicolás Aguirre         | San Lorenzo       | 112-90  | Quilmes             | 10     | 10      | 12     |       |       | [ 41 ] |
| 12 | 28/04/2018 | Diego Romero            | Gimnasia (CR)     | 105-100 | Hispano Americano   | 10     | 10      | 10     |       |       | [ 42 ] |
| 13 | 16/11/2021 | José Defelippo          | San Lorenzo       | 84-68   | La Unión de Formosa | 22     | 11      | 11     |       |       | [ 43 ] |
| 14 | 18/04/2024 | Rodrigo Gallegos        | Ferro             | 86-73   | Riachuelo           | 13     | 10      | 10     |       |       | [ 38 ] |
| 15 | 08/05/2024 | Chris Clarke            | Obras             | 91-66   | Quimsa              | 10     | 12      | 10     |       |       | [ 44 ] |

### Récords de equipo
- Equipo con más puntos en un partido:
Olimpia contra Peñarol en la temporada 1997-98, logró 151 puntos.[45]
Regatas contra Belgrano de Tucumán en la temporada 2000-01, logró 151 puntos.[45]
- Equipo con menos puntos en un partido:
Independiente de Tucumán contra Unión de Sunchales, convirtió 33 puntos.[45]
- Más dobles en un partido:
Regatas contra Belgrano de Tucumán en la temporada 2000-01, convirtió 60 dobles (120 puntos).[45]
- Menos dobles en un partido:
Olímpico (LB) contra Boca Juniors en la temporada 2009-10, convirtió 6 dobles (12 puntos).[45]
- Más triples en un partido:
La Unión de Formosa contra Ciclista Olímpico en la temporada 2015-16 convirtió 24 triples (72 puntos).[46]
- Más libres convertidos en un partido:
 Olimpia (VT) contra Ferro Carril Oeste en la temporada 1996-97 convirtió 51 libres.[45]
 La Unión de Formosa contra Sionista en la temporada 09-10 convirtió 51 libres.[45]
- Menos libres convertidos en un partido:
 Quilmes contra Estudiantes de Bahía Blanca en la temporada 1991-92 no convirtió ningún libre.[45]
 Deportivo San Andrés contra Estudiantes de Bahía Blanca en la temporada 1989-90 no convirtió ningún libre.[45]
 Boca Juniors contra Quimsa en la temporada 2023-24 no convirtió ningún libre (tampoco lanzó: siendo el primer equipo en la historia de la Liga Nacional que no lanzó ningún libre en todo el partido).[47]
- Más victorias sucesivas:
Peñarol logró 17 victorias consecutivas en la temporada 1993-94, desde el 5 de noviembre de 1993 hasta el 25 de enero de 1994.[48]
Atenas logró 17 victorias consecutivas en la temporada 2008-09, desde el 3 de octubre de 2008 hasta el 10 de diciembre de 2008.[48]
Quimsa logró 17 victorias consecutivas en la temporada 2014-15, desde el 8 de octubre de 2014 al 6 de enero de 2015.[48]
- Más derrotas sucesivas:
 Andino Sport Club no ganó en 30 partidos durante la temporada 2002-03, desde el 24 de noviembre de 2002 hasta el 9 de mayo de 2003.[49]
- Más victorias comenzando la temporada:
 Ben Hur logró 13 victorias consecutivas en la temporada 2005-06.
- Más derrotas comenzando la temporada: 
Racing Club de Avellaneda no ganó durante 20 partidos en la temporada 1996-97.[49]

## Números retirados
Atenas de Córdoba fue el primer equipo en iniciar esta práctica, cuando en 2002 retiró la camiseta número 9 en honor a Marcelo Milanesioy en 2005 la 5 de Héctor Campana.
En el medio, Estudiantes de Bahía Blanca había retirado la 14 de Alberto Cabrera.En el 2008 se sumó Quilmes a esta práctica, cuando dio de baja la 4 de Eduardo Dominé, y dos años más tarde, el griego volvió a retirar un número, esta vez la 11 de Diego Osella.
El cuadro santiagueño de Quimsa también retiró una dorsal, en este caso, la 11 en honor a Miguel Cortijo, jugador que si bien nunca formó parte de ningún plantel profesional de la fusión, es oriundo de dicha ciudad y surgió de las divisiones inferiores de uno de los tres clubes que hoy conforman Quimsa.
En 2011 Peñarol de Mar del Plata retira la #8 de Pablo Sebastián Rodríguez, y dos años más tarde, en octubre de 2013, Quilmes retira la número 7 de Esteban De la Fuente.Mientras tanto, Estudiantes de Bahía Blanca había retirado la 10 por Juan Espil y Quilmes la 8 por Guillermo García Oyaga.
En 2017 se retiró la camiseta número 7 de Atenas de Córdoba en honor a Bruno Lábaque.En 2018, Bahía Basket retiró la camiseta número 5 en honor a Hernán Jasen.
En 2019 Gimnasia de Comodoro Rivadavia retiró las camisetas de Pablo Moldú y Gabriel Cocha durante los festejos del centenario de la institución.Ese mismo año y en el marco por los festejos de los 30 años de la institución, Quimsa retiró tres camisetas juntas, las de Nicolás Aguirre, Fernando Small y Gabriel Deck.
En 2022 Regatas Corrientes decidió retirar la camiseta número 13 en honor a Paolo Quinteros, quien jugó 11 temporadas consecutivas en la institución.
| N.º | Club               | Jugador                | Jugador | Período                            | Año del retiro |
| --- | ------------------ | ---------------------- | ------- | ---------------------------------- | -------------- |
| 9   | Atenas             | Marcelo Milanesio      | B       | 1987-88, 1991–92, 1996-00, 2002-04 | 2002           |
| 14  | Estudiantes (BB)   | Alberto Cabrera        | B       | 1961-84                            | 2004           |
| 5   | Atenas             | Héctor Campana         | E       | 1982-02                            | 2005           |
| 4   | Quilmes            | Eduardo Dominé         | E       | 1990, 1991-01                      | 2008           |
| 11  | Atenas             | Diego Osella           | P       | 1988-92, 1993-01, 2003-10          | 2011           |
| 11  | Quimsa             | Miguel Cortijo         | B       | 1998-00                            | 2011           |
| 8   | Peñarol            | Pablo Rodríguez        | B       | 1994-98, 1999-03, 2004-11          | 2011           |
| 10  | Estudiantes (BB)   | Juan Espil             | E       | 1988-92, 2010-12                   | 2013           |
| 8   | Quilmes            | Guillermo García Oyaga | B       |                                    | 2013           |
| 7   | Quilmes            | Esteban De la Fuente   | E       | 1991-93, 1995-97, 2004-05          | 2013           |
| 7   | Atenas             | Bruno Lábaque          | B       | 1994-03, 2006-09, 2010-17          | 2017           |
| 5   | Bahía Basket       | Hernán Jasen           | A       | 2012-18                            | 2018           |
| 7   | Gimnasia (CR)      | Pablo Moldú            | E       | 1993-01, 2005-07, 2011             | 2019           |
| 8   | Gimnasia (CR)      | Gabriel Cocha          | E       | 1991-92, 1994-98, 2003-07          | 2019           |
| 7   | Quimsa             | Nicolás Aguirre        | B       | 2010-13, 2014-15                   | 2019           |
| 8   | Quimsa             | Fernando Small         | B       | 2006-08                            | 2019           |
| 14  | Quimsa             | Gabriel Deck           | A       | 2009-16                            | 2019           |
| 13  | Regatas Corrientes | Paolo Quinteros        | E       | 2011-22                            | 2022           |

## Galardones
Al finalizar la temporada regular, la ADC entrega un total de once premios individuales elegidos por periodistas especialistas, capitanes y entrenadores de los 20 clubes participantes.
Los premios fueron entregados inicialmente por la revista Solo Básquet (1989-1996), luego tomada por el Diario Olé (1996-2007), posteriormente en sociedad ADC-Olé (2007-2014) y desde 2014 los entrega la ADC.
- MVP de la Temporada de la LNB
- Jugador de Mayor Progreso de la LNB
- Mejor quinteto de la LNB que incluye:
  - mejor base
  - mejor escolta
  - mejor alero
  - mejor ala pívot
  - mejor pívot
- MVP de las Finales de la LNB
- Mejor Sexto Hombre de la LNB
- Revelación de la LNB
- Entrenador del Año de la LNB
- Mejor extranjero
- Mejor nacional
- Jugador más valioso
- Mejor árbitro
- Mejor dirigencia